# مهدي كياني (لاعب كرة قدم)
مهدي كياني (بالفارسية: مهدی کیانی) هو لاعب كرة قدم إيراني في مركز الوسط، ولد في 10 يناير 1987 في نهاوند في إيران. لعب مع نادي تراكتور سازي ونادي غسترش فولاد.

## وصلات خارجية
- مهدي كياني (لاعب كرة قدم) على موقع قاعدة بيانات كرة القدم.إي يو (الإنجليزية)
- مهدي كياني (لاعب كرة قدم) على موقع Soccerway.com (الإنجليزية)